# Romiguières
Romiguières – miejscowość i gmina we Francji, w regionie Oksytania, w departamencie Hérault.
Według danych na rok 1990 gminę zamieszkiwało 16 osób, a gęstość zaludnienia wynosiła 5 osób/km² (wśród 1545 gmin Langwedocji-Roussillon Romiguières plasuje się na 881. miejscu pod względem liczby ludności, natomiast pod względem powierzchni na miejscu 1081.).